# Adriana Haanen
Adriana Johanna Haanen (Oosterhout, 14 juni 1814 – Oosterbeek, 8 oktober 1895) was een Nederlandse schilderes.

## Leven en werk
Haanen was een dochter van de kunsthandelaar en schilder Casparis Haanen (1778-1849) en Isabella Johanna Sangster (1777-1846). Net als haar broers Remigius, George en zus Elisabeth Haanen (die trouwde met Petrus Kiers) kreeg zij les van haar vader. Haanen was in huiselijke kring bekend als Naatje, ze signeerde haar werk als Adriana Haanen of AH. Haanen werd vooral bekend om haar stillevens met bloemen en vruchten. Ze gaf les aan Anna Abrahams en Christina Alida Blijdenstein.
In 1845 werd Haanen 'honorair lid' van de Koninklijke Academie van beeldende Kunsten in Amsterdam, vanaf 1855 was ze lid van Arti et Amicitiae. Ze exposeerde onder andere met Arti en bij de tentoonstellingen van Levende Meesters, maar ook meerdere malen op de Exposition générale des Beaux Arts in Brussel en op de wereldtentoonstelling van 1876 in de Verenigde Staten. In 1862 werd ze bekroond met een Artimedaille, maar kon niet aanschuiven bij het feestdiner omdat dat ongepast zou zijn als enige vrouw tussen alle heren.  In 1864 won ze een gouden medaille op de tentoonstelling van Levende Meesters met haar schilderij Julij rozen.
Begin jaren zestig verhuisde Haanen naar de kunstenaarsgemeenschap in Oosterbeek. Ze trok in bij haar vriendin, de schilderes Maria Vos (1824-1906). In 1870 lieten zij Villa Grada bouwen. Ze kreeg in 1884, voor haar 70e verjaardag, het erelidmaatschap van het Utrechts Genootschap Kunstliefde aangeboden. Haanen overleed in 1895, op 81-jarige leeftijd. 

## Werken

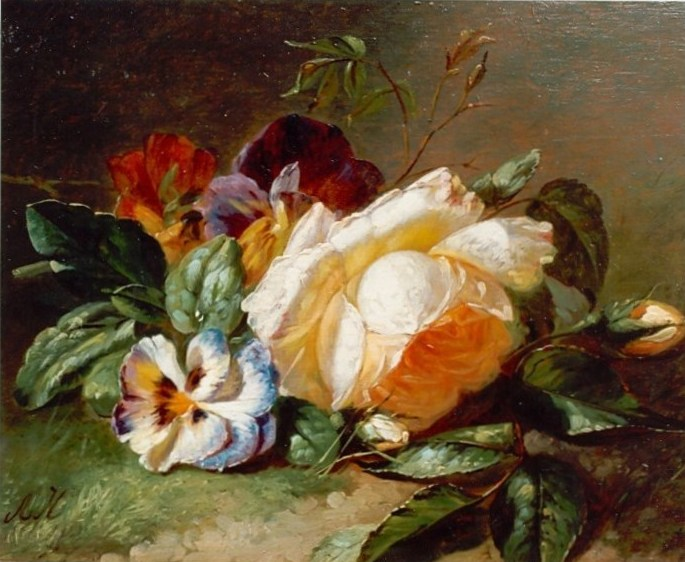
Witte roos en viooltjes op de bosrand
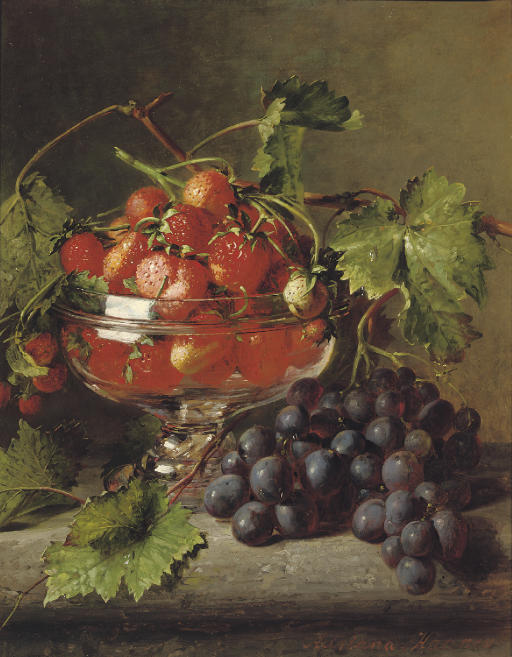
Aardbeien in een schaal met druiventros
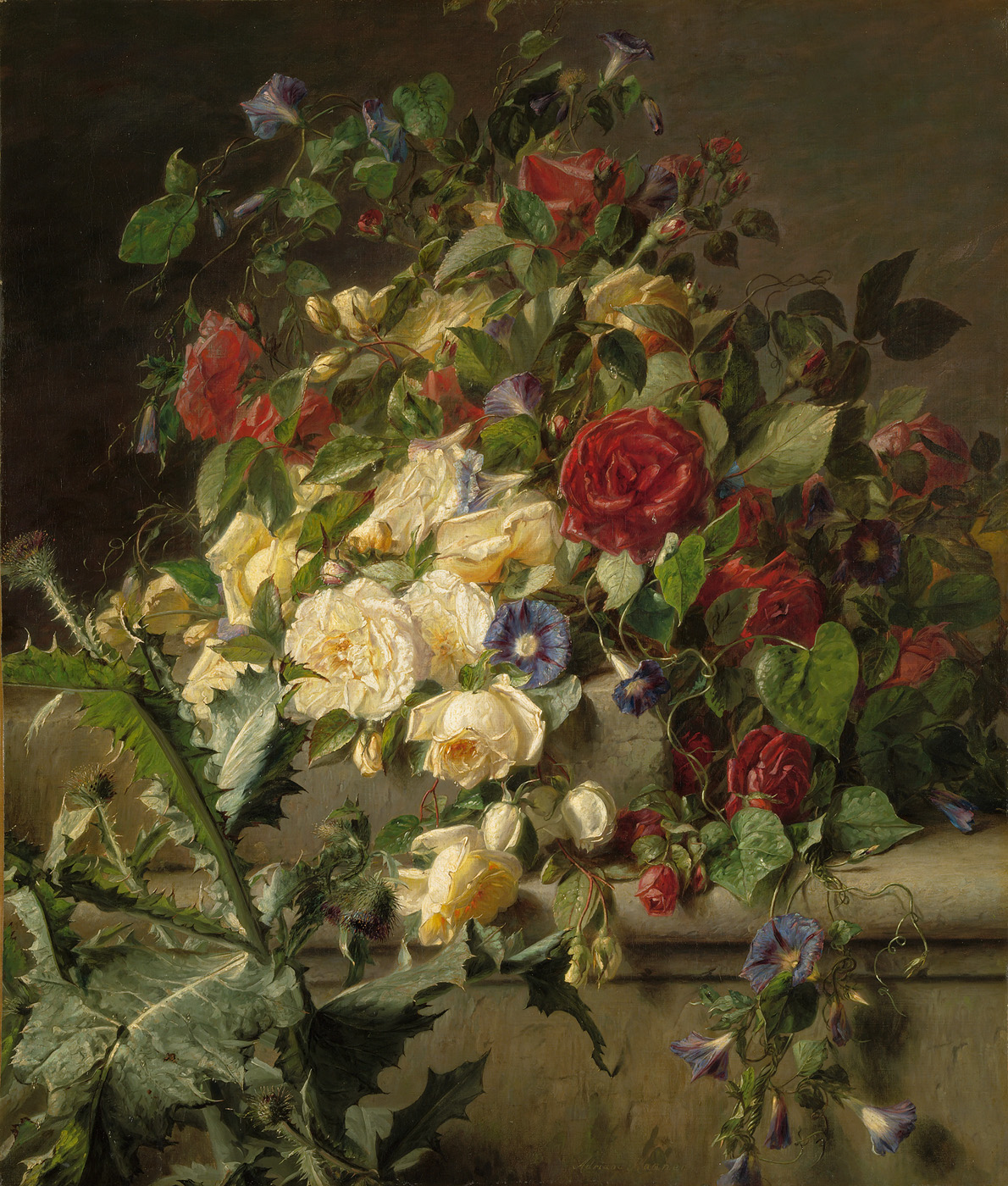
Bloeiende rozen over een oude balustrade, ca. 1870, Amsterdam Museum

## Werk in openbare collecties (selectie)
- Amsterdam Museum
- Museum Willet-Holthuysen
- Rijksmuseum Amsterdam

- Biografisch Portaal: 61230416
- Gemeinsame Normdatei: 1077575890
- International Standard Name Identifier: 0000 0000 6923 341X
- RKD-Nederlands Instituut voor Kunstgeschiedenis: 34899
- Union List of Artist Names: 500011970
- Virtual International Authority File: 95754065
- WorldCat: E39PBJv4jycybKfCGdhyjRWv73